# Álex García Carrillo
Pour les articles homonymes, voir García.
Alejandro « Álex » García Carrillo, né le 3 septembre 1992 à Redován, est un coureur de fond espagnol spécialisé en course en montagne. Il a remporté la médaille de bronze sur l'épreuve de montée aux championnats du monde de course en montagne et trail 2022 et est double champion d'Espagne de course de montagne RFEA.

## Biographie
Álex García Carrillo pratique le football durant sa jeunesse. À l'âge de 24 ans, il décide d'arrêter le football et se met à l'athlétisme afin d'essayer un autre sport. Il se spécialise dans les courses de fond sur piste, en cross-country, ainsi que sur route notamment sur la distance du 10 kilomètres. Il s'essaie par la suite à la course en montagne et au trail.
Il se révèle dans les sports de montagne en 2021. Le 24 juin, il s'élance sur Cortina SkyRace et prend la tête de course. Creusant l'écart en tête, il s'impose en 1 h 32 min 33 s au termine d'une course solitaire, établissant un nouveau record du parcours. Une semaine plus tard, il mène les 23 km du Mont-Blanc mais se voit talonner par le Français Baptiste Ellmenreich. Il parvient à distancer ce dernier en fin de course pour s'assurer la victoire.
Le 4 juin 2022, il prend le départ des championnats d'Espagne de course de montagne RFEA à San Juan de Riópar. Bien décidé à améliorer sa deuxième place de l'année précédente, il prend les commandes de la course et bat son plus proche rival Guillermo Albert Lizandra de près d'une minute pour s'offrir le titre. Sélectionné pour les championnats d'Europe de course en montagne et trail à El Paso, il se classe douzième sur l'épreuve de montée. Le 4 novembre, il prend le départ de l'épreuve de montée des championnats du monde de course en montagne et trail à Chiang Mai. Prenant un départ prudent, il accélère en deuxième partie de course pour doubler ses adversaires et récupérer la troisième place. Il doit ensuite défendre sa position, notamment face au Suisse Joey Hadorn qui le talonne. Il parvient à défendre sa place et remporte la médaille de bronze. Il double la mise au classement par équipes.
Le 16 avril 2023, il s'élance comme favori aux championnats d'Espagne de course de montagne RFEA à Lloret de Mar. Il assume son rôle et domine la course pour défendre son titre avec succès. Il devance de plus d'une minute et demi son plus proche rival, Andreu Blanes.
Le 10 mars 2024, il prend le départ des championnats d'Espagne de trail RFEA à Ojós. Il voit dans un premier temps Andrés García Blanco mener la course. Ne se laissant pas impressionner, il mène un groupe de poursuivants aux côtés de Miquel Corbera et parvient à rattraper le leader. Álex García Carrillo lance ensuite son attaque et se détache seul en tête pour s'offrir le titre.

## Palmarès
| no  | masculin           | Course                                                           | Longueur | Départ          | Temps           |
| --- | ------------------ | ---------------------------------------------------------------- | -------- | --------------- | --------------- |
| 1re | Médaille d'or      | Cortina SkyRace                                                  | 19 km    | 24 juin 2021    | 1 h 32 min 33 s |
| 1re | Médaille d'or      | 23 km du Mont-Blanc                                              | 24 km    | 3 juillet 2021  | 2 h 9 min 11 s  |
| 2e  | Médaille d'argent  | Mitja Pirineu                                                    | 21 km    | 3 octobre 2021  | 1 h 37 min 31 s |
| 1re | Médaille d'or      | Championnats d'Espagne de course de montagne RFEA                | 18,5 km  | 4 juin 2022     | 1 h 20 min 41 s |
| 1re | Médaille d'or      | Mitja Pirineu                                                    | 20 km    | 2 octobre 2022  | 1 h 29 min 48 s |
| 3e  | Médaille de bronze | Championnats du monde de course en montagne - Montée             | 8,5 km   | 4 novembre 2022 | 49 min 3 s      |
| 1re | Médaille d'or      | Championnats d'Espagne de course de montagne RFEA                | 16 km    | 16 avril 2023   | 1 h 2 min 50 s  |
| 6e  | 6e                 | Championnats du monde de course en montagne - Montée et descente | 15,0 km  | 10 juin 2023    | 59 min 25 s     |
| 2e  | Médaille d'argent  | ETC                                                              | 15 km    | 29 août 2023    | 1 h 20 min 51 s |
| 1re | Médaille d'or      | Championnats d'Espagne de trail RFEA                             | 21 km    | 10 mars 2024    | 1 h 40 min 56 s |
| 2e  | Médaille d'argent  | 23 km du Mont-Blanc                                              | 23 km    | 29 juin 2024    | 2 h 9 min 28 s  |
| 2e  | Médaille d'argent  | ETC                                                              | 15 km    | 27 août 2024    | 1 h 21 min 51 s |
| 2e  | Médaille d'argent  | Marató Pirineu                                                   | 42 km    | 5 octobre 2024  | 3 h 41 min 49 s |
| 1re | Médaille d'or      | Tenerife Bluetrail - 24K                                         | 24 km    | 29 mars 2025    | 1 h 54 min 19 s |
| 1re | Médaille d'or      | Championnats d'Espagne de course verticale RFEA                  | 6,4 km   | 7 juin 2025     | 42 min 6 s      |
| 1re | Médaille d'or      | Val d'Aran by UTMB - Sky Master                                  | 15 km    | 5 juillet 2025  | 1 h 11 min 30 s |

## Records
| Épreuve       | Performance    | Date            | Lieu             |
| ------------- | -------------- | --------------- | ---------------- |
| 1 500 mètres  | 3 min 58 s 65  | 13 juillet 2019 | Alhama de Murcia |
| 3 000 mètres  | 8 min 43 s 09  | 9 juin 2018     | Carthagène       |
| 5 000 mètres  | 14 min 38 s 20 | 19 juin 2019    | Gandia           |
| 10 kilomètres | 28 min 58 s    | 9 mars 2025     | Bilbao           |
| Semi-marathon | 1 h 3 min 35 s | 16 février 2025 | Barcelone        |